# Пурвциемс
Пу́рвциемс (латыш. Purvciems) — самый населённый из «спальных районов» города Риги, прилегающий к исторической части города с востока. Входит в состав Видземского предместья.

## История
Название «Пурвциемс» появилось в конце XIX века и переводится с латышского как «болотное село» [название дано по болоту Хаусмана (Hausmaņa purvs), которое находилось на месте современного микрорайона Пурвциемс-3]. В 1828 году имения Гризиньмуйжа (Grīziņmuiža) и Путнумуйжа (Putnumuiža), что ныне находились бы на месте Пурвциемса, включили в состав Риги. Остальной Пурвциемс присоединили к городу в 1930-х годах, когда был разработан первый план развития района и сформировалась сеть улиц, к настоящему времени ставших второстепенными.
В 1964 году началась застройка современными зданиями в пять и более этажей (проект треста «Оргтехстрой»). После утверждения в 1969 году нового генерального плана развития города Пурвциемс значительно разросся к востоку за счёт типовой панельной застройки.
Характерная особенность планировки жилых кварталов в Пурвциемсе — 120-градусная модульная сеть, подобная пчелиным сотам, где сторонами шестиугольников являются 5-этажные панельные жилые дома. Архитектуру дополняют отдельные здания в девять и более этажей.
В 1980-е годы велось активное строительство нового типа домов (119 и 104 серии).
В 2000-е годы построено много новых жилых домов по индивидуальным проектам, а также несколько социальных домов.

## Достопримечательности

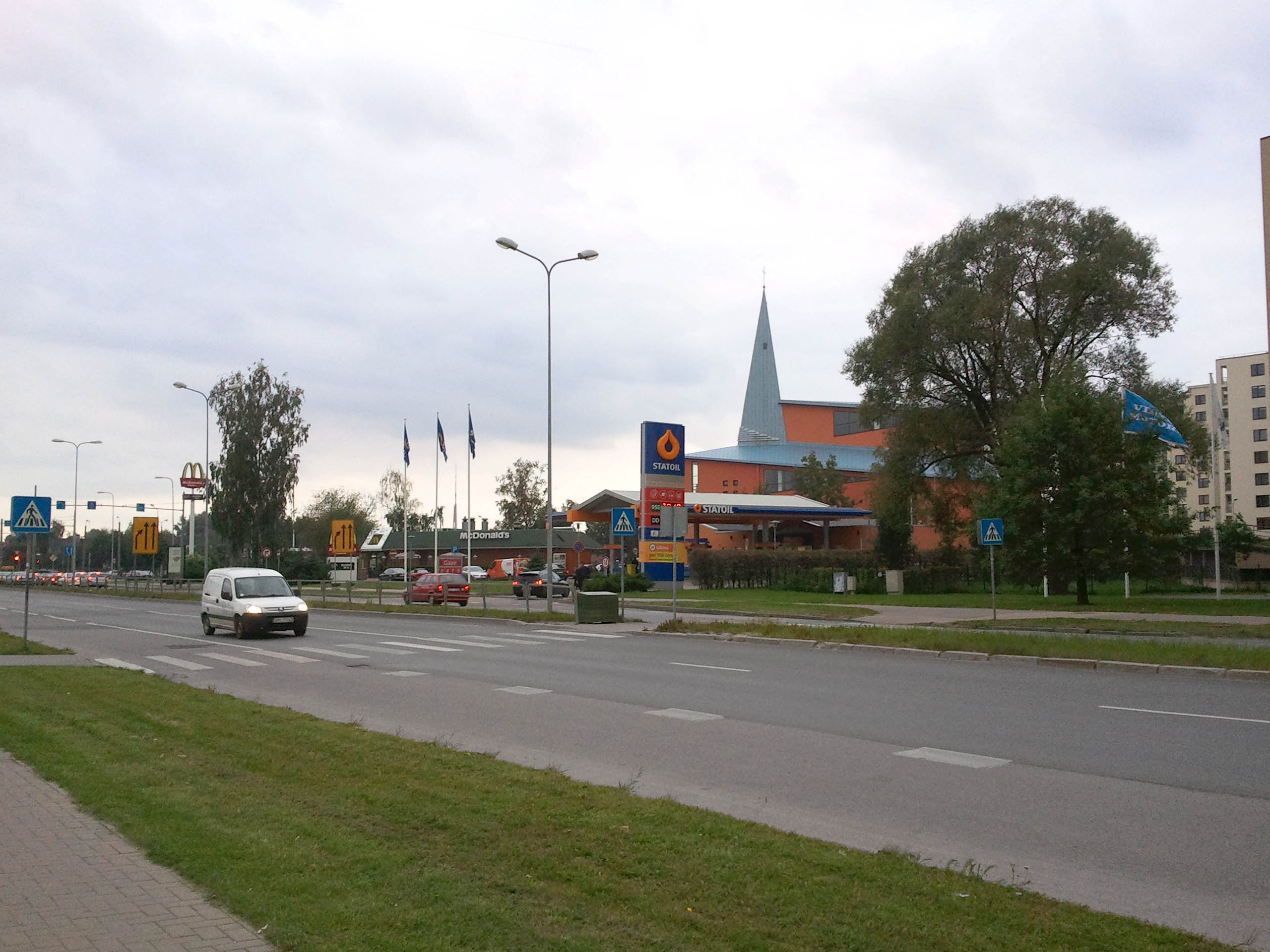
Улица Гунара Астрас

- На улице Гунара Астрас находится самая высокая новостройка (24 этажа) правобережной части Риги «Астра люкс», которая в 2008 году получила приз «Лучший новый дом-2008». Рядом с ней, на улице Пуцес, находится другая новостройка «Пурвциема проект», которая также признана одним из лучших новых домов по дизайну и качеству.
- При пересечении улиц Дзелзавас и Гунара Астрас в 1980-е годы был построен главный рижский Дом мебели, работающий в этом качестве и сегодня.
- На ул. Августа Деглава, 75а, расположен 4-этажный гаражный комплекс (520 боксов), построенный ещё в советское время, когда многоэтажные гаражи были редкостью.

## Образование
Рижский техникум туризма и творческих индустрий (Ницгалес, 26), Рижский Технический колледж, центр профессионального образования (ул. Браслас, 16).
Школы № 38, 64, 74, 80, 84, 85, 100, Рижская государственная классическая гимназия (бывшая 87-я школа) и её начальная школа (бывшая 60-я школа), Рижская Пурвциемская средняя школа (гимназия, бывшая 24-я), Рижская польская средняя школа имени И. Козакевич, детские сады.

## Транспорт

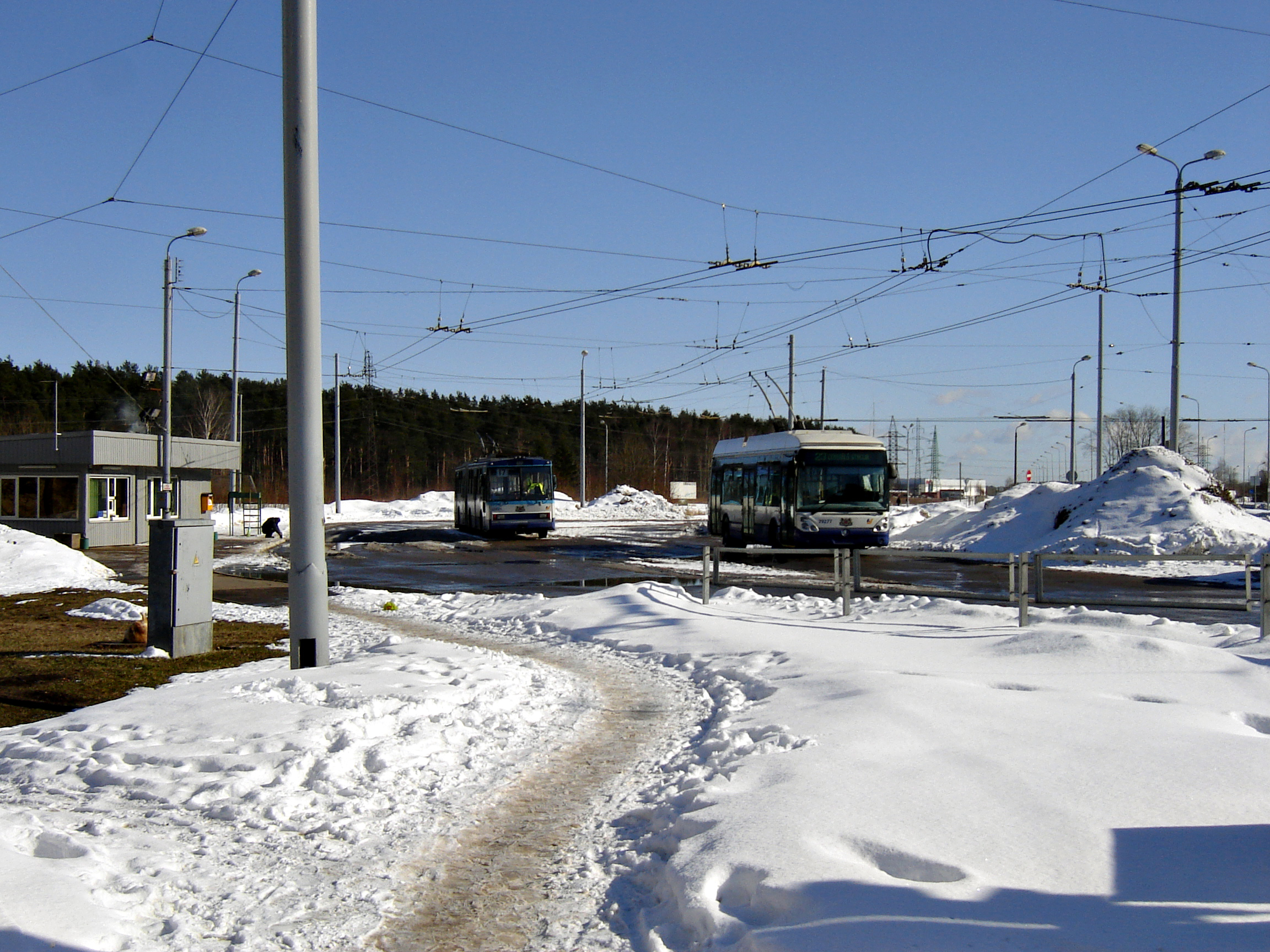
Троллейбусное кольцо в Пурвциемсе

В Пурвциемсе курсируют различные маршруты автобусов и троллейбусов.
Троллейбусы:
- 11 — ул. Иерикю — Центральный вокзал (через Деглавский мост)
- 13 — ул. Иерикю — Центральный рынок (через Воздушный мост)
- 16 — Плявниеки (ул. Катлакална) — Шмерлис
- 17 — Пурвциемс — Центральный вокзал (по ул. Бривибас)
- 18 — Межциемс — Центральный вокзал
- 22 — Центральный вокзал — Плявниеки (ул. Катлакална)
- 23 — Пурвциемс — Центральный вокзал (по ул. А. Чака)
- 35 — Межциемс — Центральный рынок

Автобусы:
- 3 — Плявниеки (ул. Катлакална) — Даугавгрива
- 15 — Югла — Дарзини
- 20 — Плявниекское кладбище — ул. Петерсалас
- 31 — Югла — ул. Улброкас — Дарзини
- 48 — Плявниекское кладбище — Саркандаугава
- 49 — Кенгарагс — Даудерсала
- 51 — Улброка — ул. Абренес
- 52 — Плявниекское кладбище — ул. Абренес
- 63 — Межциемс — Шампетерис

Железная дорога:
На стыке Пурвциемса с соседними районами Тейка и Гризинькалнс находится станция Земитаны, через которую осуществляется движение электропоездов по линии Рига — Скулте и дизель-поездов по линии Рига — Лугажи — Валга.

## Магазины
В Пурвциемсе находятся крупнейший в Риге Дом мебели, магазины торговых сетей «Rimi», «Maxima», «Lidl», «Mego», «Drogas», «Krūza», «Beta», киоски сети «Narvesen». На границе с Тейкой расположен крупный торговый центр «Domina».

## Галерея

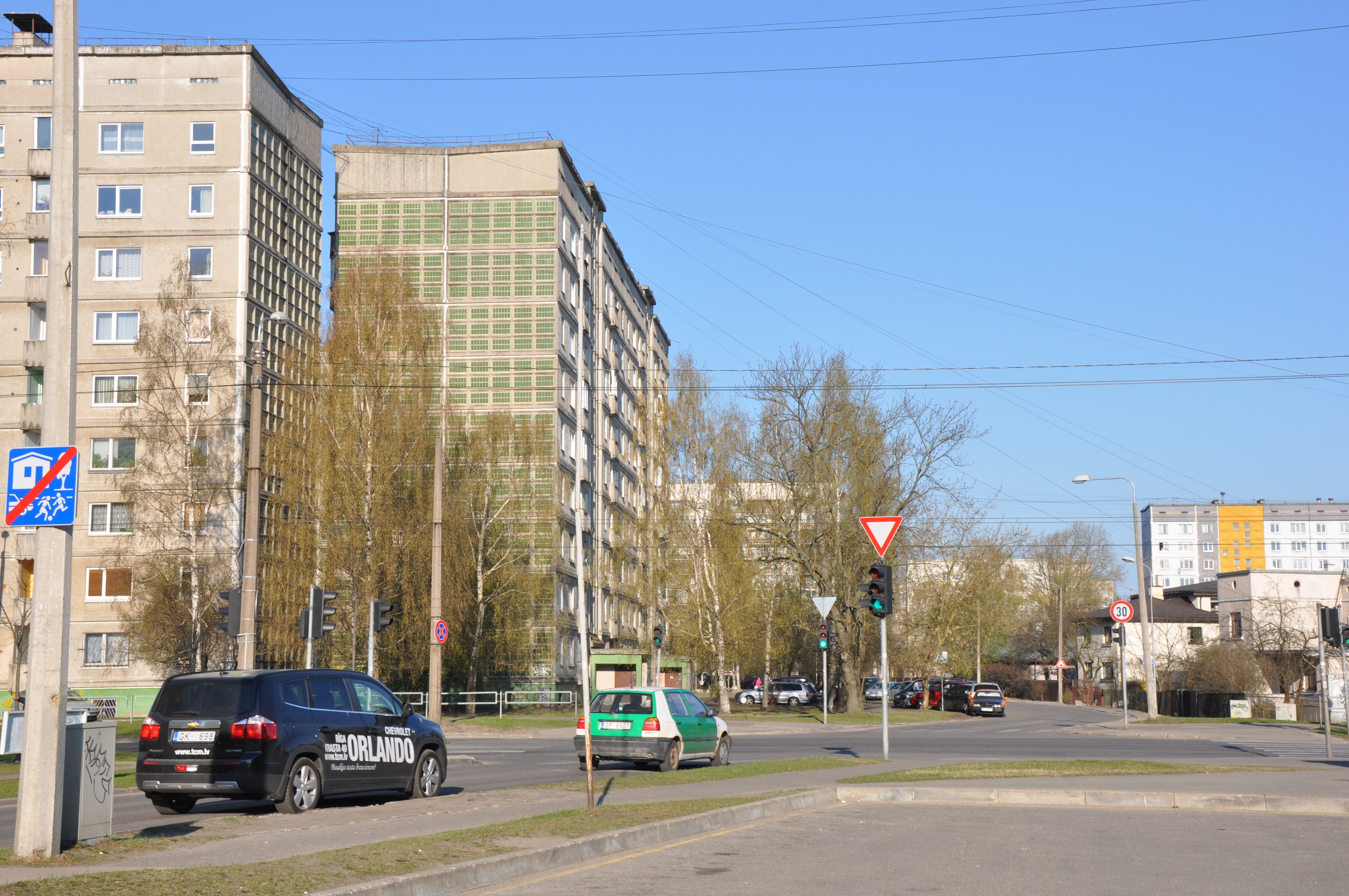
Перекрёсток улиц Ницгалес и Пурвциема
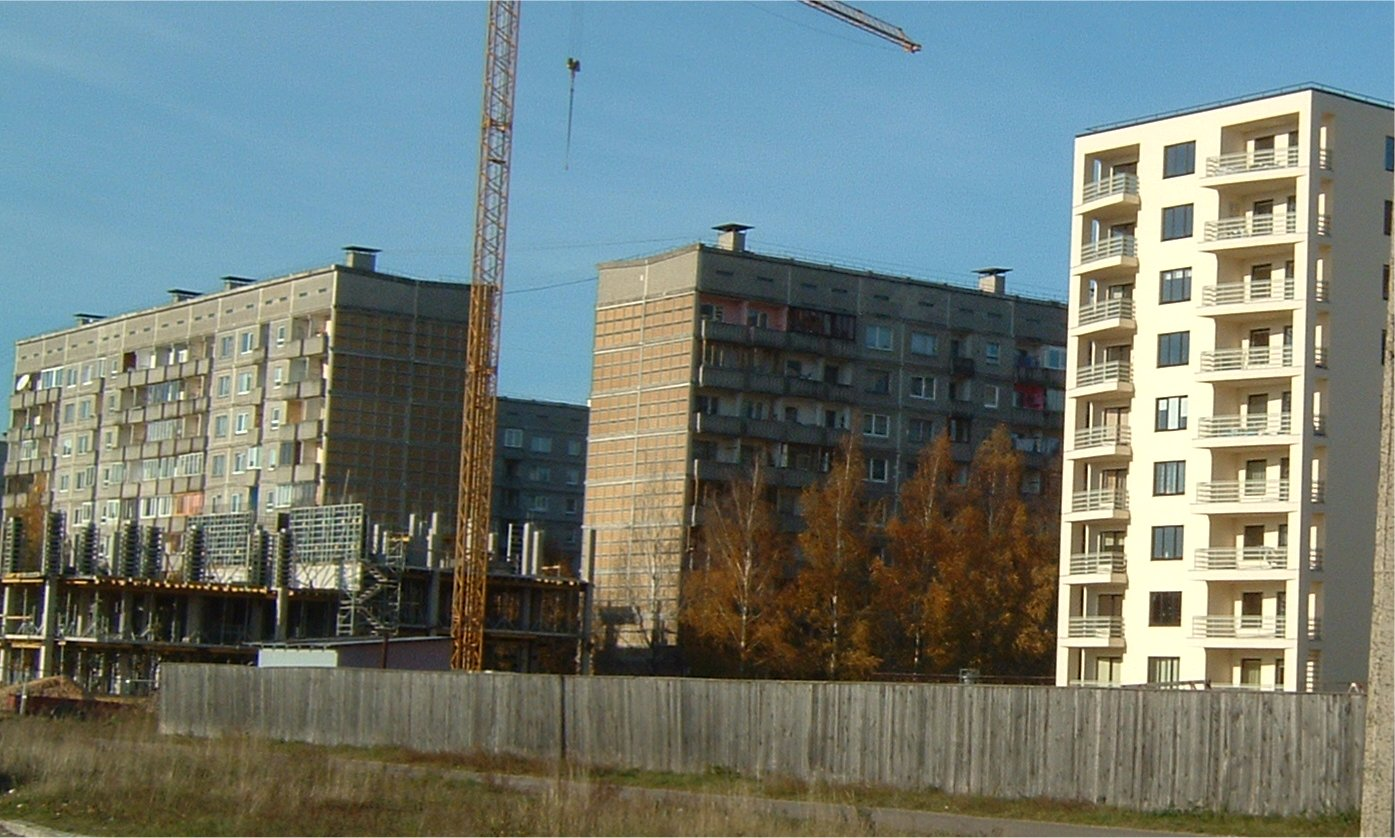
Типовая и современная застройка
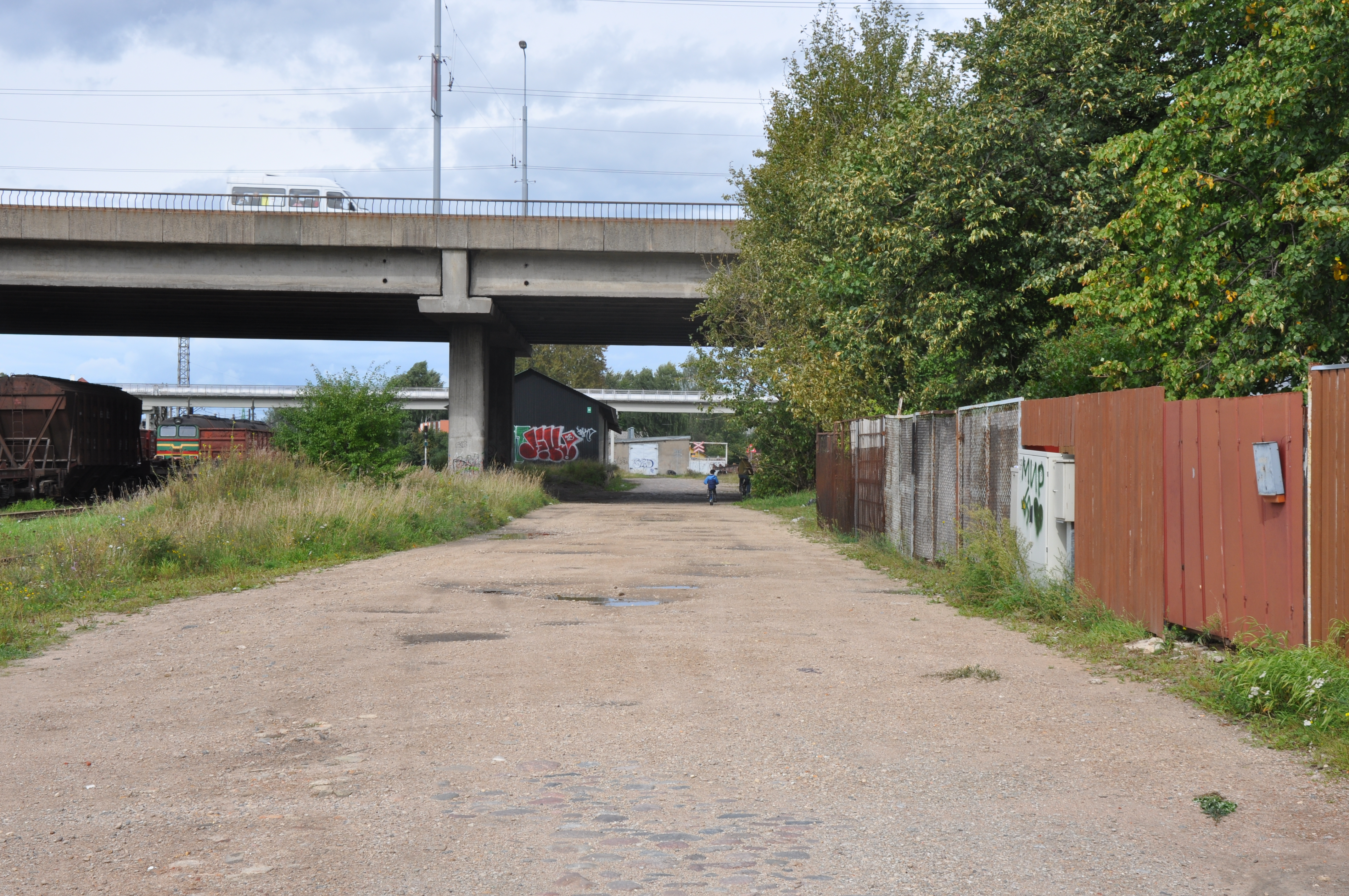
Пурвциемская окраина. Улица Кроню

## Внешние ресурсы
- Пурвциемс на портале «Другая Рига»